# Уилям Гладстон
Уилям Юарт Гладстон (на английски: William Ewart Gladstone) е британски политически и държавен деец, член и един от създателите и идеолозите на Либералната партия. През цялата си кариера Гладстон е известен като противник както на кралица Виктория, така и на водача на консерваторите Бенджамин Дизраели. Бил е четири пъти министър-председател на Великобритания (1868 – 1874, 1880 – 1885, 1886 и 1892 – 1894). Предложените от него избирателни реформи, включително Актът за представителство на народа от 1884, значително увеличават броя на хората с право на глас. Известен е с подкрепата си за българите и с усилията си за решаване на ирландския въпрос. Предлага Законопроект за ирландско самоуправление, който дава на Ирландия самоуправление, но Камарата на лордовете и кралица Виктория се противопоставят на закона, който според кралицата подкопава Британската империя.
Според Гладстон дългът на управниците е „не да си стъкмяват лъжовни призраци на славата, които да ги подведат в злосторство, не да милуват слабостите си, като се карат да повярват, че те са по-добри от останалия свят; но да постъпват въз основа на един принцип, който признава сестринството и равенството на всички народи.“

## Произход и ранни години (1809 – 1832)
Роден е на 29 декември 1809 година в Ливърпул, Англия, в семейството на Джон Гладстон и Ан Робъртсън. Баща му произхожда от стар шотландски род, който забогатява благодарение на търговия със зърнени храни след като се премества да живее в Ливърпул. Предприемчивостта разширява търговията му по цял свят – Прибалтийските страни, Северна Америка, Западните Индии. Транспортира памук, захар и черни роби. Купува плантации за захар в Демерара, Западните Индии, както и голямо имение в Източна Шотландия. Става градски първенец и впоследствие – член на Парламента (1818 – 1827).
Майка му също произхожда от стар шотландски род и е страстна евангелистка, която определя религиозния тон в семейството. Макар и прикована на легло от тежка болест, тя ражда шест деца. Първороден син е Томас, втори е Робъртсън, трети Джон и четвърти Уилям. Най-възрастната е дъщерята Ан, която полага майчински грижи за Уилям и го възпитава в религиозен дух. Най-малката сестра е Хелън.
През 1821 г. Уилям постъпва в Итън Колидж, както и по-големите му братя преди него. Университетското си образование получава в Оксфорд, Крайст Чърч колидж, където специализира класически науки и математика и се дипломира с отличие през декември 1831 г. По време на следването си се проявява като добър оратор и е президент на дружеството за дебати (на английски: Oxford Union debating society). Приятелите му още тогава му предричат политическа кариера.
След завършването на университета Уилям иска да се посвети на кариера като свещеник, но баща му е против. Заедно с брат си Джон се отправя на обиколка из Европа (т.нар. Grand Tour) и посещава Белгия, Франция и Италия. След завръщането си в Англия през 1832 се кандидатира за парламента от Консервативната партия и на 15 декември 1832 г. е избран благодарение и на подкрепата на херцог Нюкасъл – баща на неговия приятел Хенри Пелам Клинтън, бъдещ граф Линкълн.

## Политическа кариера (1833 – 1894)

### Парламентарист и министър при Пийл
Първата си значителна реч в парламента Гладстон произнася на 17 май 1833 г. при дебатите по отмяна на робството. Оттогава насетне той е деен участник в пренията по най-различни въпроси и скоро се сдобива с репутацията на забележителен оратор. Въпреки младостта си той така изпъква в партията на торите, че при съставянето на нов кабинет през 1834 г. Робърт Пийл го назначава за младши канцлер на хазната, а след два месеца го повишава в помощник-министър на колониите. През април 1835 г. обаче това правителство пада.
В следващите години партията на Гладстон е в опозиция, а свободното си време той посвещава на литературата. Изучава усърдно Омир и Данте и изчита всички съчинения на Августин Блажени. Това е свързано с интереса му към отношенията между църква и държава и оказва голямо влияние за изграждането на възгледите му в полза на държавна църква, които той излага в книгата си „The state in its relations to the Church“ (1838). В нея той защитава тезата, че държавата трябва да подкрепя и защитава интересите на англиканската църква. През следващата година сключва брак с Катрин Глин, с която остават заедно до смъртта му и имат осем деца: Уилям (Уили), Агнес, Стивън, Катрин, Мери, Хелън, Хенри и Хърбърт. Двама от синовете му – Уилям и Хърбърт – също стават членове на парламента. Катрин е наследница на имението Хардън Касъл близо до Хардън във Флинтшър, Северен Уелс, което става семеен дом на семейство Гладстон и той живее там до смъртта си.
Във второто правителство на Пийл от 1841 г. Гладстон е заместник-министър по търговията, като през 1843 г., на 33 години, става министър и член на кабинета. Участва дейно в дебатите по отмяна на Житните закони, през 1842 г. преразглежда митническите тарифи в посока на намаляването или пълната им отмяна. От 1841 до 1845 е магистър на Монетния двор. Постепенно Гладстон от протекционист се превръща в запален привърженик на идеята за свободна търговия.

### Канцлер на хазната
Вследствие на разногласия с Пийл по ирландските въпроси през февруари 1845 г. Гладстон подава оставка, но още през декември същата година отново става министър, този път на колониалното управление.
На общите избори от 1847 г. Гладстон е избран за депутат вече от Оксфордския университет, тъй като херцог Нюкасъл оттегля подкрепата си, недоволен от преминаването му в лагера на привържениците на свободната търговия. Заедно с Робърт Пийл Гладстон застава начело на група от умерени тори, които получават името „пийлити“ по името на водача си. За начало на окончателния разрив на Гладстон с партията на торите се приема 1852 г., когато той отказва предложението на лорд Дарби и на Дизраели да влезе в консервативния кабинет и дори допринася в голяма степен за бързото събаряне на този кабинет, като решително се противопоставя на бюджета на Дизраели. През декември 1852 г. е съставен новият кабинет на граф Абърдийн, който представлява коалиция на виги и пийлити. Тази коалиция впоследствие прераства в нова партия – Либералната. В този кабинет Гладстон заема поста канцлер на хазната (министър на финансите) и остава на него до февруари 1855 г. Той се изявява като забележителен финансист (първият му бюджет е от 1853 г.) и дейността му като такъв се счита за една от блестящите страници в политическата му кариера, а също така и в историята на английските финанси.
През 1858 г., по време на правителството на граф Дарби, Гладстон заминава за Йонийските острови като върховен извънреден комисар на Йонийската република и работи за присъединяването на тези острови към Гърция (те са английски протекторат от 1815 г.).
При образуването на кабинета на лорд Палмерстън през 1859 г. Гладстон отново е назначен за финансов министър. Встъпването му в тази длъжност се възприема като окончателното му присъединяване към Либералната партия и в Оксфорд се създава опозиция срещу преизбирането му, но все пак той е избран отново. На следващите общи избори през юли 1865 г. обаче той губи в Оксфорд, но става депутат от Южен Ланкашър (тогава се е допускало кандидатиране в повече от един избирателен район). През октомври същата година Палмерстън умира и начело на кабинета застава лорд Ръсел. Гладстон, запазвайки поста си канцлер на хазната, става лидер на Либералната партия в Камарата на общините и в това си качество внася проектозакон за парламентарна реформа, но той не е приет. Новият консервативен кабинет Дарби-Дизраели също внася проект за парламентарна реформа и Гладстон изиграва решаваща роля в окончателните му формулировки: благодарение на него т.нар. Втора парламентарна реформа от 1867 придобива широк либерален характер. През 1868 г. Гладстон отново сменя избирателния си окръг и става депутат от Гринуич.

### Първи кабинет, 1868 – 1874 г.
Общите парламентарни избори от 1868 г. са първите след избирателната реформа от 1867 г., която значително увеличава броя на имащите право на глас. Мнозинството на Либералната партия в парламента спрямо консерваторите, водени от Бенджамин Дизраели, е повече от 100 места и през декември Гладстон е натоварен със задачата да състави правителство. Този първи кабинет на Гладстон работи до февруари 1874 г. и най-важните му стъпки са отмяната на държавната църква в Ирландия, поземлената реформа в Ирландия – 1870 г., радикална реформа в областта на началното образование – 1870 г., отмяна на системата за продажба на длъжности в армията – 1871 г., въвеждане на таен вот на изборите – 1872 г. и т.н.
След падането на кабинета през март 1874 г., Гладстон пише в писмо до лорд Гренвил, че има намерение да се оттегли от активното ръководство на Либералната партия. Тогава той счита, че политическата му кариера е към края си, като споделя с приятели, че нито един премиер не е направил нещо значително след 60-годишна възраст.

### В опозиция
В началото на 1875 г. в ново писмо до лорд Гренвил Гладстон официално се отказва от лидерството на партията. Негов приемник става маркиз Хартингтън. Но още през следващата 1876 г. Гладстон възобновява активното си участие в политическия живот, като повод за това става потушаването на Априлското въстание. Той издава брошурата „Българските ужаси и Източният въпрос“ и взема енергично участие в организацията на обществено движение против източната политика на Бенджамин Дизраели (т.нар. „българска агитация“). Брошурата има широк отзвук и изобличава „турската раса“ като „велик антихуманен екземпляр на човешкия род“. Гладстон предлага де се предостави автономия на Босна, Херцеговина и България, а също така и да се прекрати безусловната английска подкрепа за Високата порта.
След разпускането на парламента през 1880 г. и провеждането на общи избори Либералната партия получава огромно мнозинство. Тази изборна победа е обусловена от изумително енергична предизборна кампания с редица блестящи речи на Гладстон в Шотландия, където той се кандидатира от Мидлотианския избирателен район.

### Втори кабинет, 1880 – 1885 г.
Либералите печелят изборите през 1880 г. Гладстон печели в Мидлотиан и също така в Лийдс. Тъй като може да бъде депутат само от един избирателен район, той отстъпва Лийдс на сина си Хърбърт. Още един от неговите синове, Уилям (Уили), е избран за член на парламента. Съставянето на новия кабинет е възложено отначало на лорд Хартингтън, който продължава да бъде лидер на Либералната партия, след това на Гренвил, но те отстъпват правото си и кралицата е принудена да се обърне към Гладстон.
Вторият кабинет на Гладстон е от април 1880 до юли 1885 г. Освен министър-председател той е известно време и канцлер на хазната – до 1882 г. Отначало Гладстон възнамерява да се оттегли в края на 1882, когато се навършват 50 години от влизането му в политиката, но в крайна сметка не го прави.
Във външната политика това е време на разцвет на Британската империя, но Гладстон е противник на агресивната завоевателна политика. По време на управлението на кабинета приключват втората Англо-афганистанска война, първата Бурска война и войната срещу Махди в Судан, но започва война в Египет. По отношение на Ирландия през 1881 г. е приет закон за земята (Land Law Act), с който се облекчава тежкото положение на арендаторите и се въвеждат мерки за защитата им от произвола на собствениците (лендлордовете).
В областта на вътрешната политика кабинетът провежда третата парламентарна реформа (Representation of the People Act 1884), с който се изравняват избирателните права на жителите на градовете и извън тях, като установява еднакъв имуществен ценз от 10 лири (всеки, който плаща годишен наем от над 10 лири или притежава земя на стойност над 10 лири, има право на глас). Така броят на избирателите в Обединеното кралство става около 5 и половина милиона. Все пак, избирателното право все още не е универсално – жените и около 40% от мъжете все още нямат право на глас.

### Трети кабинет, 1886 г.
През юни 1885 кабинетът на Гладстон търпи поражение и е заменен от ново правителство начело с лорд Солсбъри. То обаче не просъществува дълго, тъй като след общи избори през декември същата година на страната на либералите застава ирландската партия начело с Чарлз Парнел, която има 86 места в парламента и така се получава значително мнозинство. През януари 1886 Гладстон, на 76, застава начело на своя трети поред кабинет.
Към този период Гладстон е претърпял значителна промяна на възгледите си за Ирландия и поставя като основна задача на правителството провеждането на реформа в Ирландия и осигуряване на вътрешно самоуправление на ирландците (на английски: home rule). Внесеният проектозакон (Home Rule Bill for Ireland) обаче не се приема, Либералната партия се разцепва и от нея отпадат много влиятелни членове, които образуват групата на либерал-юнионистите (на английски: Liberal Unionist party). Гладстон е принуден да разпусне парламента, но новите избори през юли 1886 водят до враждебно към него мнозинство. Настъпва продължителен период на консервативно управление начело със Солсбъри (юли 1886 – август 1892), при което либералите са в опозиция. Гладстон, въпреки преклонната си възраст, дейно участва в политическия живот, като ръководи партията, останала с неговите привърженици, наричани „гладстонианци“. Осъществяването на идеята за ирландско самоуправление се превръща в главна цел на живота му; той я отстоява както в парламента, така и извън него.

### Четвърти кабинет, 1892 – 1894 г.
Нови общи избори се провеждат едва през юли 1892 г., само една година преди изтичането на законовия седемгодишен срок на пълномощията на парламента. Предизборната кампания е много оживена и ирландският въпрос отново стои в центъра ѝ. Изборите приключват с най-много места за консерваторите, но все пак недостатъчно за солидно мнозинство. В същото време гладстонианците и подкрепящите ги парламентарни групи имат малко мнозинство от 42 места и веднага след откриването на новия парламент кабинетът на Солсбъри търпи поражение. Образува се ново правителство на малцинството начело с Гладстон, който е на 82 години; това е първият случай в историята на Англия, когато политически деец става премиер за четвърти път.
През февруари 1893 е внесен втори проектозакон за ирландското самоуправление (Second Home Rule Bill). Той е приет от Камарата на общините на второ и трето четене, но Камарата на лордовете го отхвърля с огромно мнозинство от 419 срещу 41 гласа на 8 септември. Въвеждането на известна автономия за Ирландия става факт едва през 1912 г., след като либералите са провели енергична политическа кампания за парламентарни реформи и през 1911 г. специален закон (Parliament Act 1911) балансира правомощията на двете камари.
През декември 1893 г. опозицията внася предложение за разширение и превъоръжаване на Кралския военноморски флот, на което Гладстон се противопоставя, макар че повечето от членовете на кабинета му не споделят неговото мнение. Подобни различия, заедно с неуспеха на закона за ирландското самоуправление го карат да вземе решение за оставка и той я подава на 2 март 1894 г. Още един рекорд на Гладстон при това управление е почтената му възраст за министър-председател – вече е на 84 години.

## Гладстон и Дизраели
Уилям Гладстон е един от забележителните политици на викторианската епоха. Друг такъв водещ политик е Бенджамин Дизраели. И двамата се редуват на едни и същи политически постове, и двамата са били лидери на партиите си и министър-председатели. В продължение на десетилетия двамата спорят за първо място на политическата сцена и са яростни съперници. Двамата имат различен произход и различни вкусове и макар че и двамата са много интелигентни, най-често застъпват противоположни становища по даден въпрос. Имат различни отношения и с кралица Виктория, която се възхищава от Дизраели и не харесва Гладстон и неговата политика. Кралицата веднъж отбелязва, че той се обръща към нея, като че ли говори на митинг.
Забележителен е периодът от 1868 до 1885 г., когато двамата се редуват на министър-председателския пост:
| Премиер  | От – до                       |
| -------- | ----------------------------- |
| Дизраели | февруари 1868 – декември 1868 |
| Гладстон | декември 1868 – февруари 1874 |
| Дизраели | февруари 1874 – април 1880    |
| Гладстон | април 1880 – юни 1885         |

## Гладстон и България
През 1876 – 77 г. именно Гладстон е фигурата от най-голям мащаб в Англия и Европа, която привлича вниманието към България. В резултат на общественото възмущение от жестокостите при потушаване на Априлското въстание в Англия се оформя движение за защита на българите, т.нар. „българска агитация“. Гладстон, който през този период се намира в опозиция, става негов политически водач и защитава българската кауза пред парламента и общественото мнение – в парламентарни дебати, множество речи и памфлети като „Българските ужаси и Източният въпрос“ (1876), в който осъжда зверствата на Османската империя срещу българите. В него Гладстон напада правителството на Дизраели, което е на власт, заради безразличието му към насилието и потисничеството над българите в Турция. Там той красноречиво пише:
| „ | Нека сега турците да изнесат оскърбленията, които са сторили, по едничкия възможен начин, а именно, като изнесат самите себе си. Заптиетата им, бимбашиите и юзбашиите им, каймакамите им и пашите им, всичките до един, надявам се, ще се изметат от областта, която са опустошили и осквернили. Това пълно избавяне, това най-блажено освобождение, е единственото възмездяване, което можем да сторим за купищата мъртви, за накърнената чест както на невяста, така и на мома, и на дете; за цивилизацията, която е подиграна и посрамена; за законите Божии, или, ако щете, законите на Аллах; за нравственото чувство на човечеството изобщо. Няма ни един престъпник в европейски затвор, няма ни един престъпник в островите на Южните морета, чието възмъщение не би пламнало и избухнало при споменаването на онова, което бе извършено, което твърде късно е разгледано, но което си остава неотмъстено, което остави след себе си всичката гнусотия и всичките жестоки страсти, които го породиха и които могат отново да изригнат в друга душегубна жътва от почвата, напоена и вонеща от кръв, и във въздуха, омърсен от всяко въобразимо престъпно и срамотно деяние. Такива неща да бъдат извършени веднъж е злокобен позор за този дял от нашия [човешки] род, който го е сторил; това, да се остави вратата отворена за едно дори и малко възможно повторение, би разпростряло тоя срам върху света. | “ |

През пролетта на 1877 г. той се опитва да предотврати до последния момент военно решение на Източната криза, като предлага да се даде автономия на българите и внася 10 резолюции в този смисъл в Камарата на общините. През 1878 г. Гладстон гневно осъжда Берлинския договор и позицията на тогавашното британско правителство на Дизраели.
Между 1881 и 1883 г. той защитава Търновската конституция и се противопоставя на нейната отмяна, защото смята българите за политически зрели и способни за демократично управление. През 1885 г. Гладстон подкрепя напълно акта на Съединението и предупреждава правителствата на съседните държави да не се противопоставят на „свободната волеизява“ на българския народ. През 1897 г. в писмо до секретаря на Байроновото дружество Френсис С. Стивънсън Гладстон употребява фразата „Македония за македонците“, която получава широка известност. В предговор към брошурата „Македонският въпрос“, включваща писмото, Стивънсън от своя страна пише, че Гладстон използва „македонци“ като колективно име на разнообразното население на областта. Гладстоновата идея е, че това население, подложено на всевъзможен натиск, включително от „въоръжени пропаганди“, трябва да бъде оставено свободно да се самоопредели и да получи автономия. Това собствено е и искането на етническите българи в областта и на Вътрешна македоно-одринска революционна организация (ВМОРО).

## Литературни трудове
Макар че е преди всичко политик, Гладстон се интересува много от литература, чете и пише много. Интересува се преди всичко от класическа поезия и изучава основно творчеството на Омир. През 1861 г. издава обширното изследване „Studies on Homer and Homeric Age“, през 1876 – „Homeric Synchronism“, както и редица по-малки етюди за Омир по-късно. Освен това пише голям брой статии по редица въпроси: философски, исторически, конституционни. Въпросът за отношението между църквата и държавата го вълнува в продължение на много години и възгледите му претърпяват значителна еволюция. Има трудове по богословие и философия на религията, критически оценки на текущата литература, пише есета по различни актуални теми. Събраните му съчинения заемат общо седем тома на сборника „Gleaning of Past Years“, издаден през 1879 г. През 1886 г. води оживена полемика в печата с професор Хъксли за отношенията между наука и религия. През последните си години пише редица статии по ирландския въпрос. Речите на Гладстон в парламента и извън него са издавани многократно, но едва през 1892 г. е издадено пълното им събрание под негово наблюдение.
Личната му библиотека наброява над 32 000 тома, голяма част с ръкописни бележки, направени от него и той замисля основаването на библиотека още приживе, като построява специално помещение близо Хардън Касъл и пренася книгите само с помощта на един прислужник и с ръчна количка. След смъртта му библиотеката се превръща в най-голямата частна библиотека в Уелс, предлагаща не само читални, но и възможности за настаняване, срещи, конференции.